# Wolf Trap
Wolf Trap és una concentració de població designada pel cens dels Estats Units a l'estat de Virgínia. Segons el cens del 2000 tenia 14.001 habitants.

## Demografia
Segons el cens del 2000, Wolf Trap tenia 14.001 habitants, 4.566 habitatges, i 4.173 famílies. La densitat de població era de 583,8 habitants per km².
Dels 4.566 habitatges en un 45,4% hi vivien nens de menys de 18 anys, en un 86,1% hi vivien parelles casades, en un 3,9% dones solteres, i en un 8,6% no eren unitats familiars. En el 6,3% dels habitatges hi vivien persones soles el 2,5% de les quals corresponia a persones de 65 anys o més que vivien soles. El nombre mitjà de persones vivint en cada habitatge era de 3,07 i el nombre mitjà de persones que vivien en cada família era de 3,19.
Per edats la població es repartia de la següent manera: un 29% tenia menys de 18 anys, un 4,3% entre 18 i 24, un 23,7% entre 25 i 44, un 34,2% de 45 a 60 i un 8,7% 65 anys o més.
L'edat mediana era de 41 anys. Per cada 100 dones de 18 o més anys hi havia 95,5 homes.
La renda mediana per habitatge era de 135.782 $ i la renda mediana per família de 141.829 $. Els homes tenien una renda mediana de 97.383 $ mentre que les dones 53.306 $. La renda per capita de la població era de 56.294 $. Entorn del 0,5% de les famílies i l'1% de la població estaven per davall del llindar de pobresa.

## Poblacions més properes
El següent diagrama mostra les poblacions més properes.